# Pieter Oosterhuis
Pieter Haatje Pieterszoon Oosterhuis (Groningen, 20. ledna 1816 – Amsterdam, 8. června 1885) byl nizozemský průkopník fotografie. Vytvořil mnoho městských panoramat Amsterdamu, ale také průmyslové snímky vodních staveb a mostů.

## Životopis

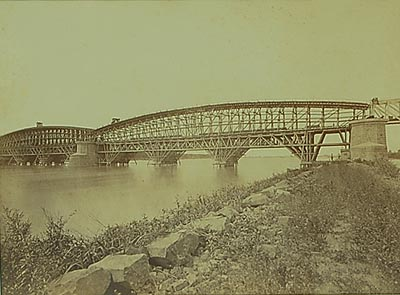
Rozšíření mostu Dr. W. Hupkes Bridge, 1869

Oosterhuis byl vystudoval u svého otce jako malíř, ale v roce 1851 se prosadil jako daguerrotypický fotograf. Otevřel fotografické studio na Achterburgwalu v Amsterdamu a krátce nato na Voorburgwalu poblíž Spui.
Zpočátku Oosterhuis pořizoval hlavně portréty, ale koncem padesátých let 19. století začal jako první v Nizozemsku vyrábět stereoskopické fotografie a městské záběry pro komerční prodej. V 60. letech 19. století spolupracoval s fotografem Dirkem Niekerkem (1824–1881), s nímž v roce 1864 otevřel společné studio na Plantage Middenlaan. Později si Oosterhuis udělal jméno také snímky mostů a těžkého průmyslu, které tvořil na zakázku. Díky tomu je považován za prvního průmyslového fotografa v Nizozemsku. Pořizoval velkoformátové skleněné negativy a dosáhl vysoké kvality pracným procesem a velkým, obtížně manipulovatelným materiálem své doby. Jeho fotografie jsou pozoruhodné svou klasickou kompozicí, která měla kořeny v jeho malířském studiu.
V letech 1872 až 1880 byl Oosterhuis pokladníkem časopisu Amsterdamsche Photographen Vereeniging, který byl také vydavatelem časopisu Magazine for Photographie. U příležitosti mezinárodní výstavy Amsterdamsche Photographen Vereeniging Oosterhuis byl v roce 1877 oceněn zlatou medailí města Amsterdam. Zemřel v roce 1885, a ve fotografické společnosti poté pokračoval jeho syn Gustaaf.
Díla Oosterhuise lze nalézt v několika velkých nizozemských muzeích, včetně takových jako: Rijksmuseum, Scheepvaartmuseum, Tropenmuseum v Amsterdamu a Teylers Museum v Haarlemu. Je po něm také pojmenována ulice v Amsterdamu.

## Amsterdam, městské scenérie

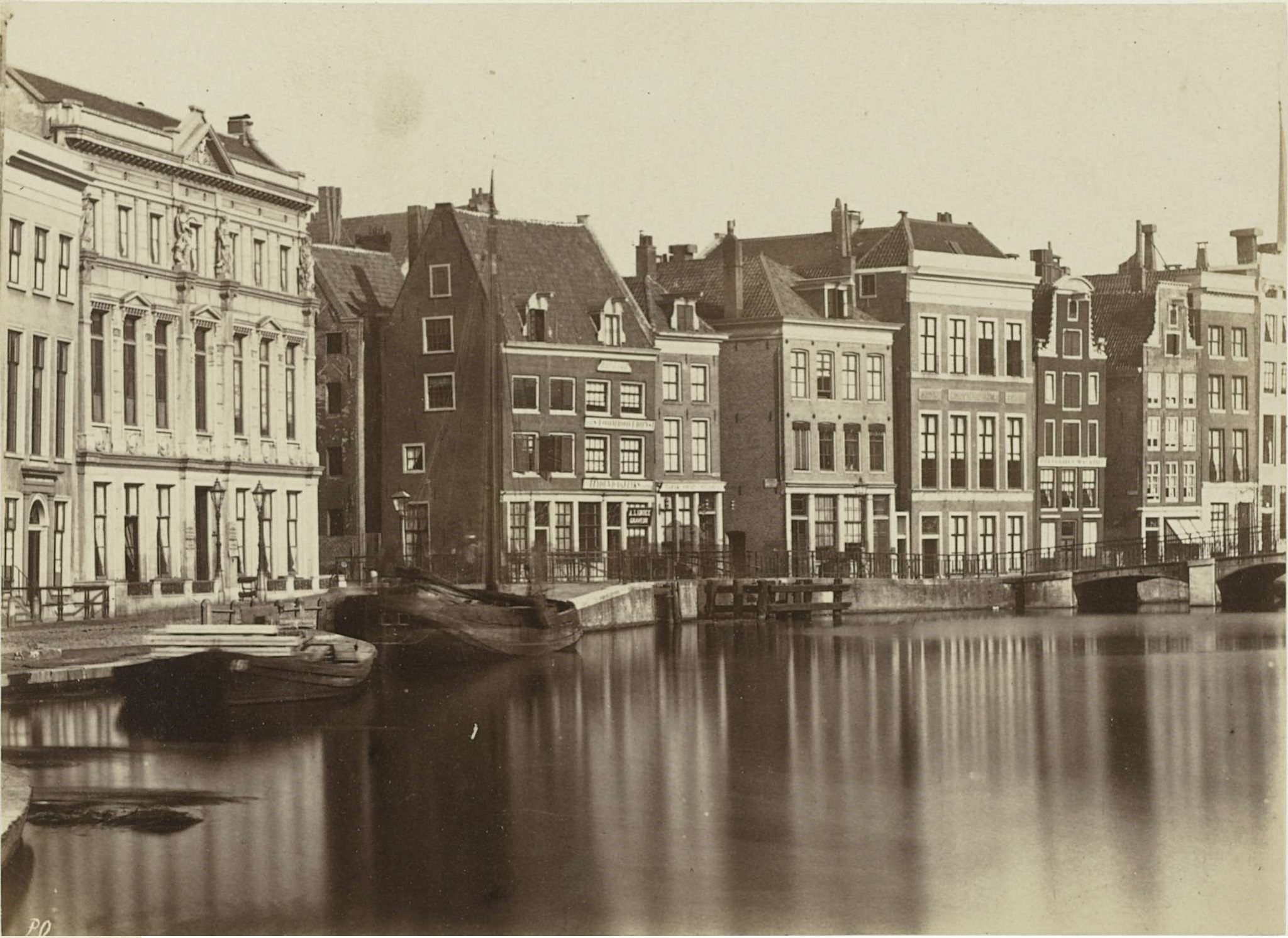
Arti et Amicitiae, Rokin, asi 1860
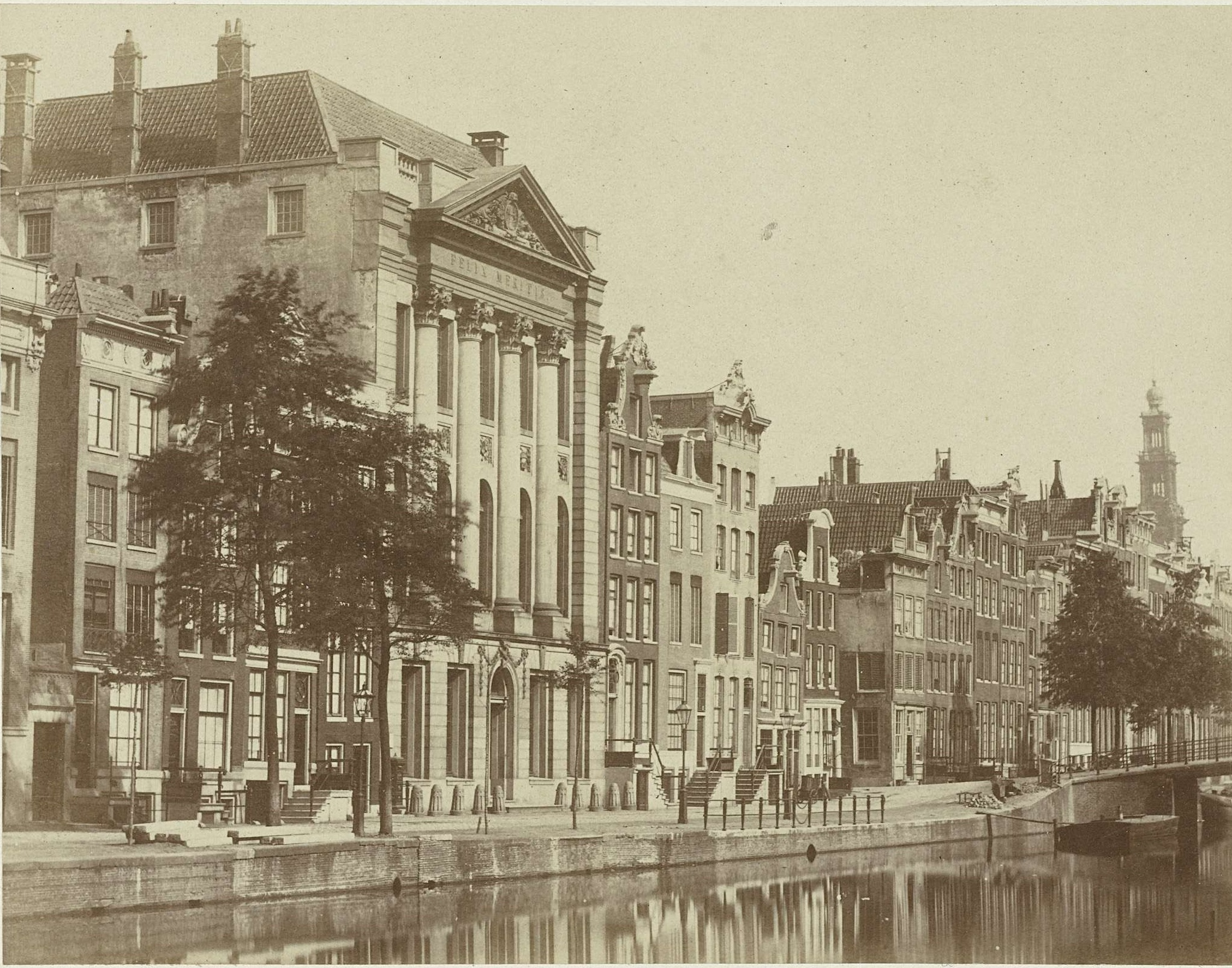
Keizersgracht, asi 1860
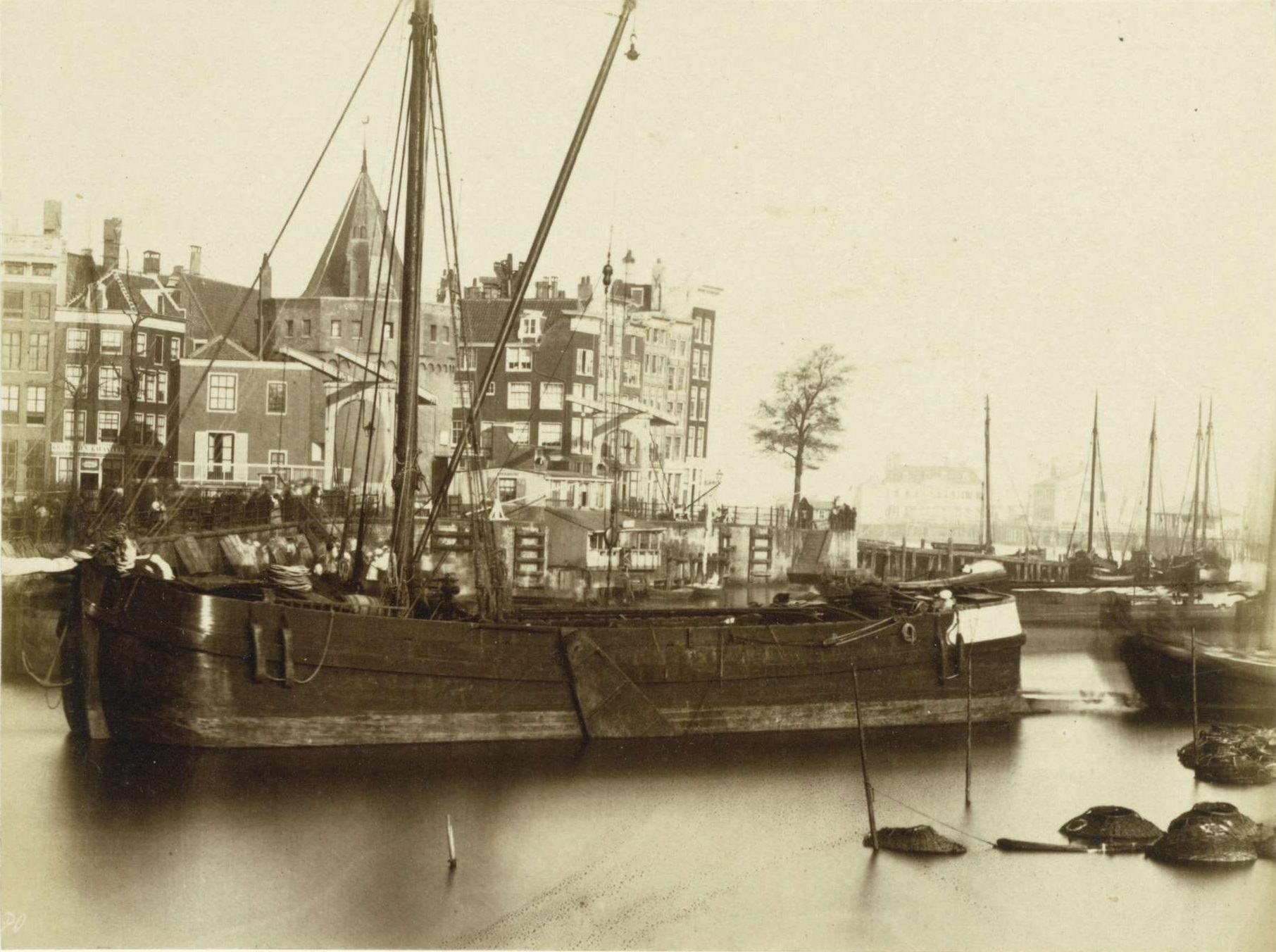
Přístav, asi 1860
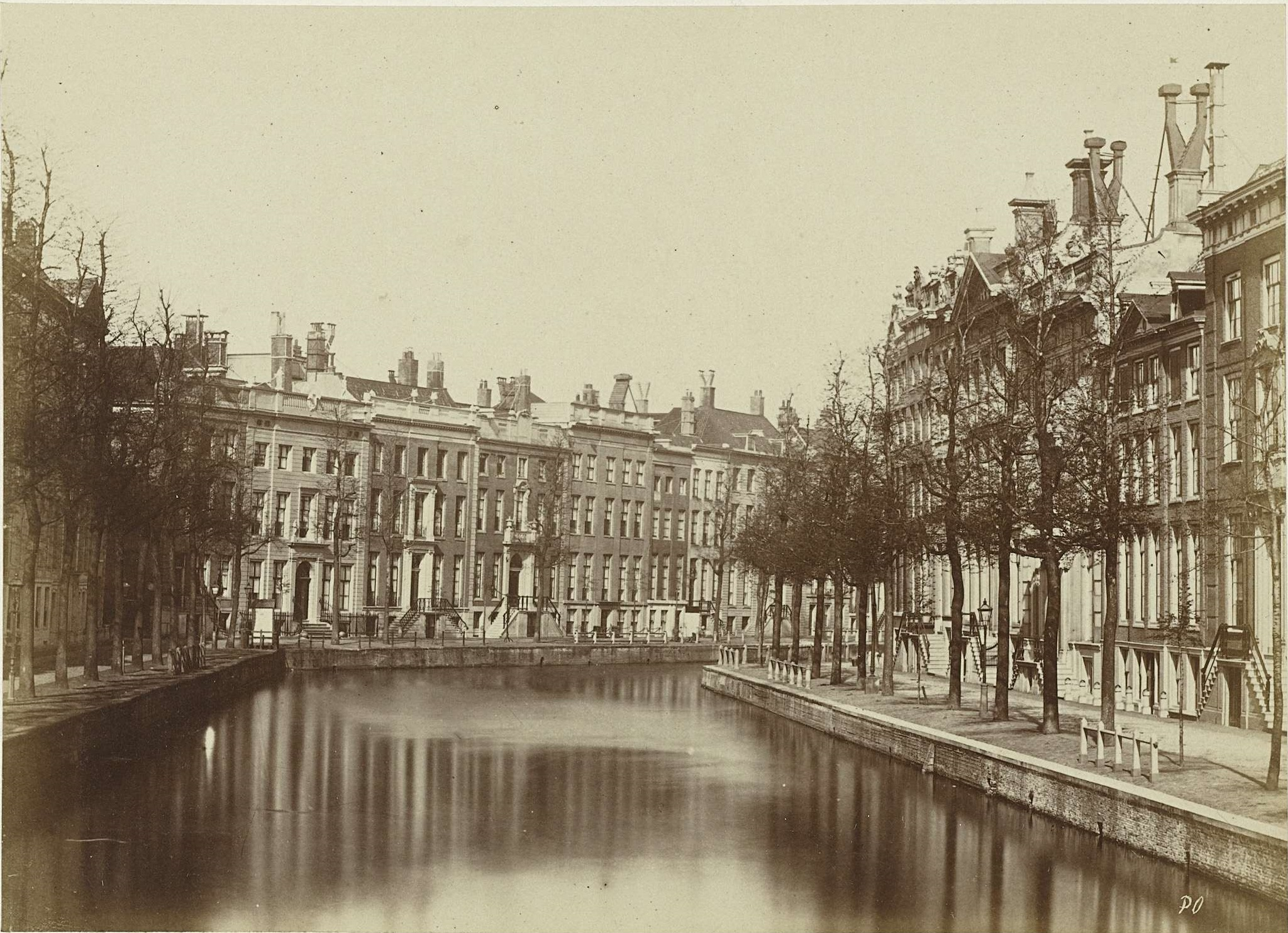
Pohled na Gouden Bocht, Herengracht, asi 1860
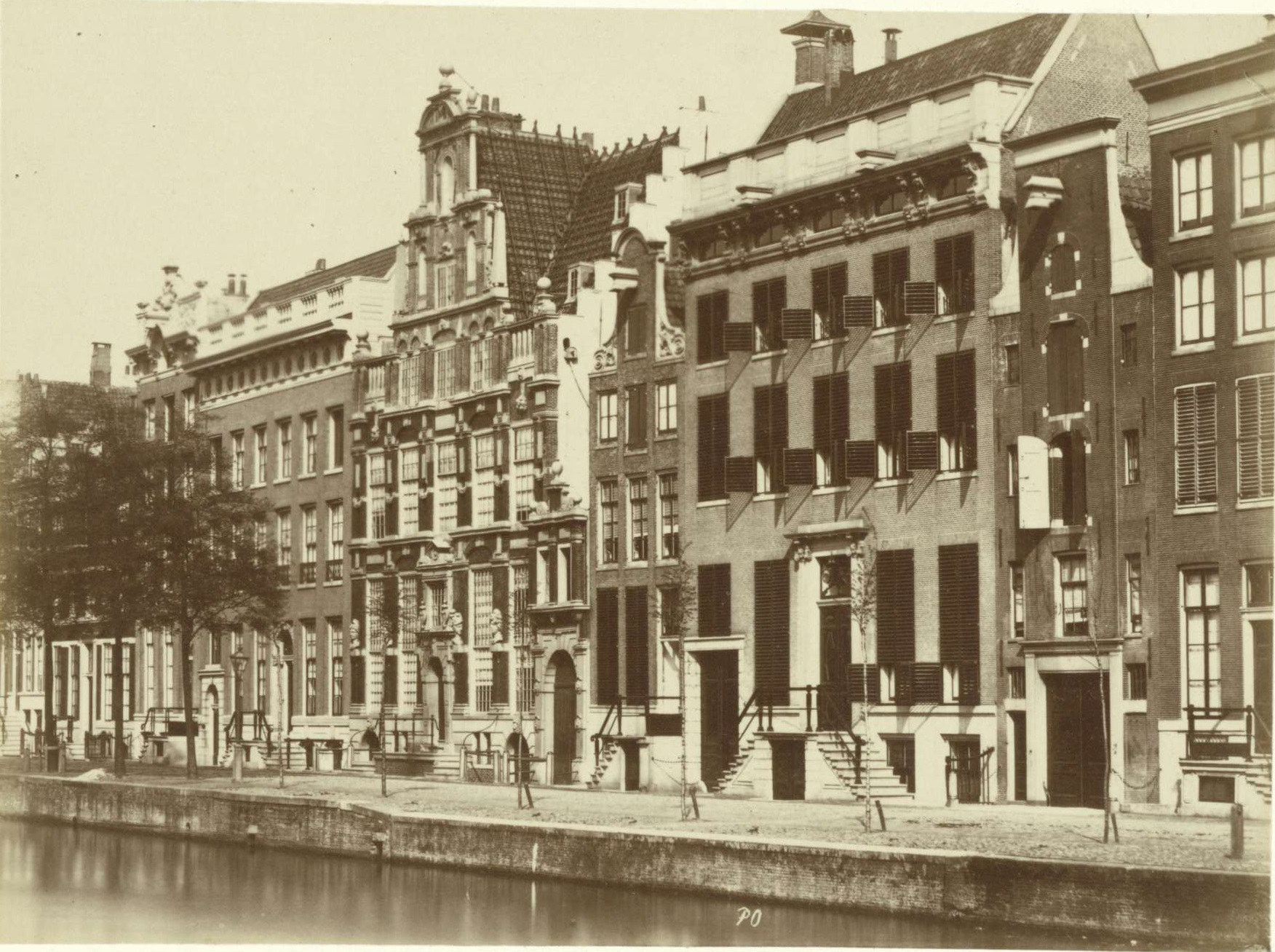
Huis met de Hoofden, Keizersgracht, asi 1860
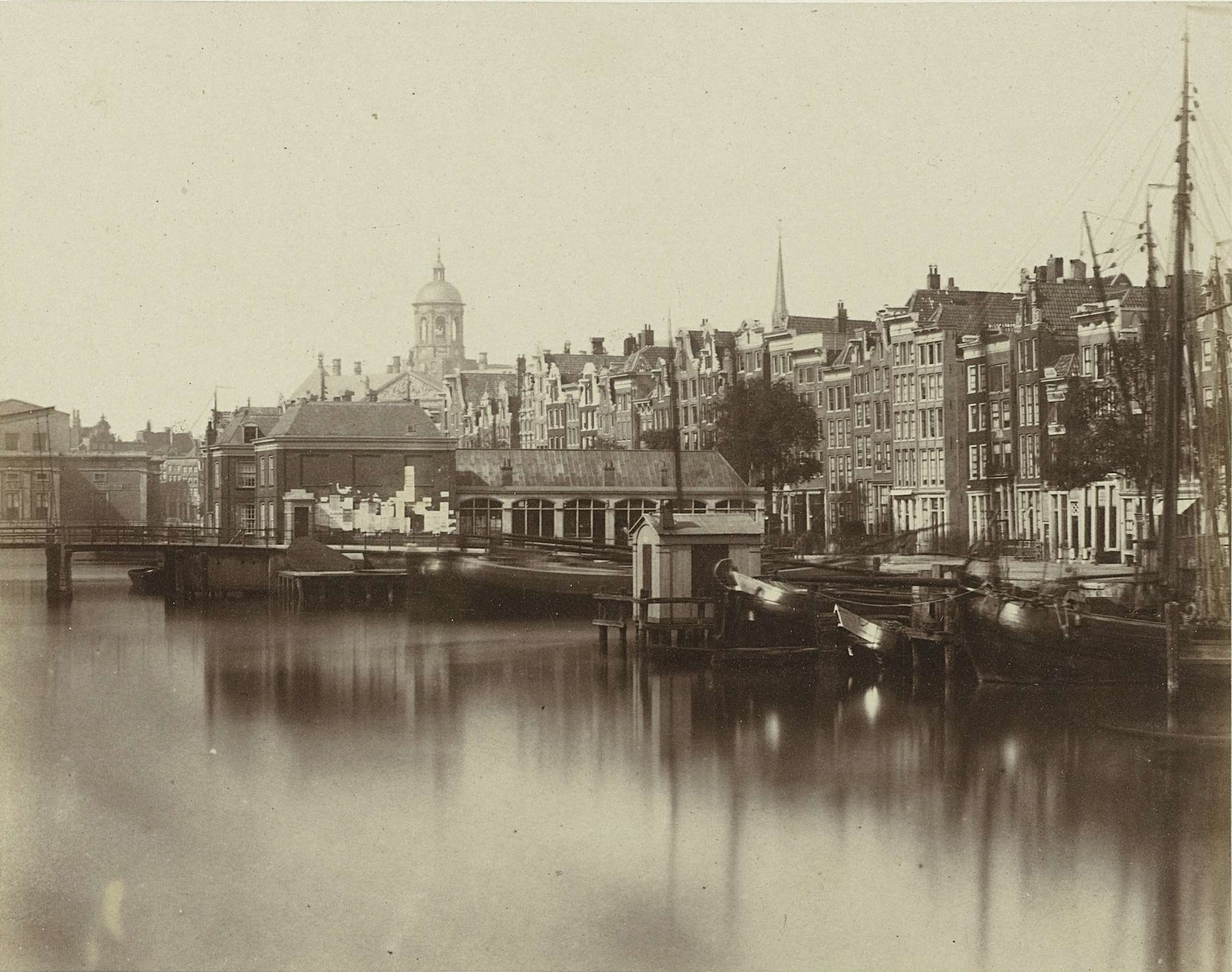
Damrak, Korenbeurs, asi 1860
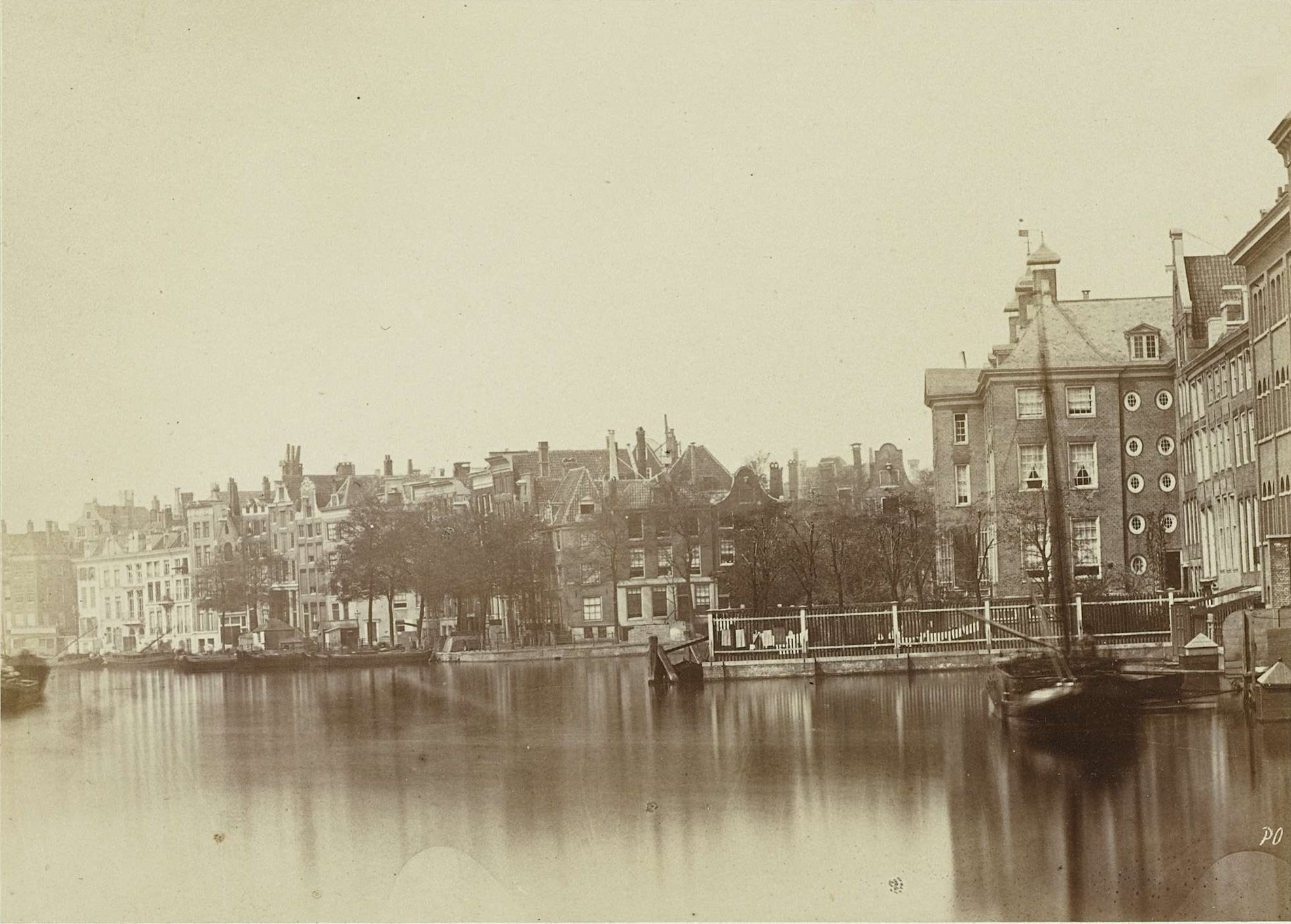
Řeka Amstel, asi 1860
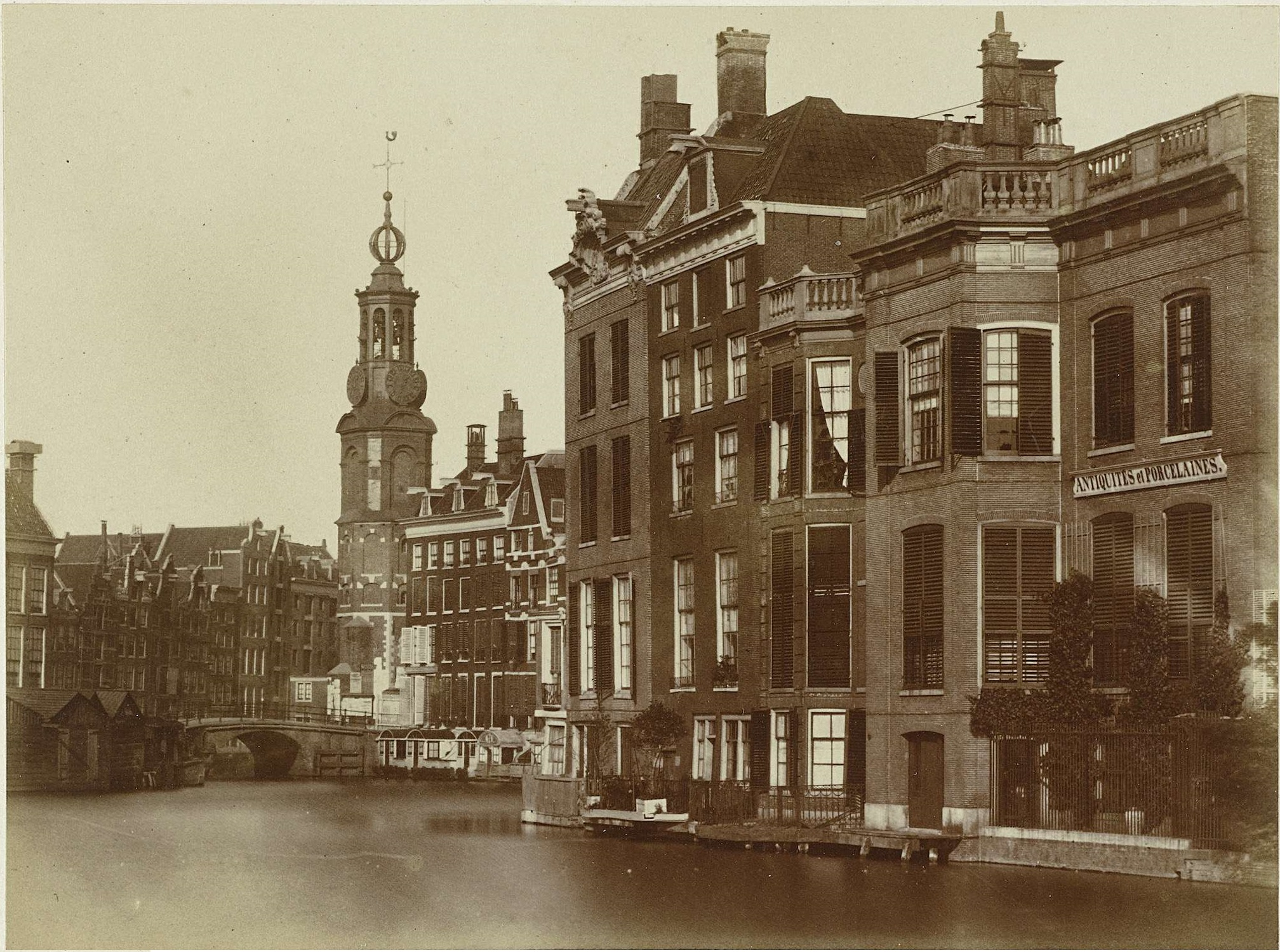
Munttoren od Rokinu, asi 1860
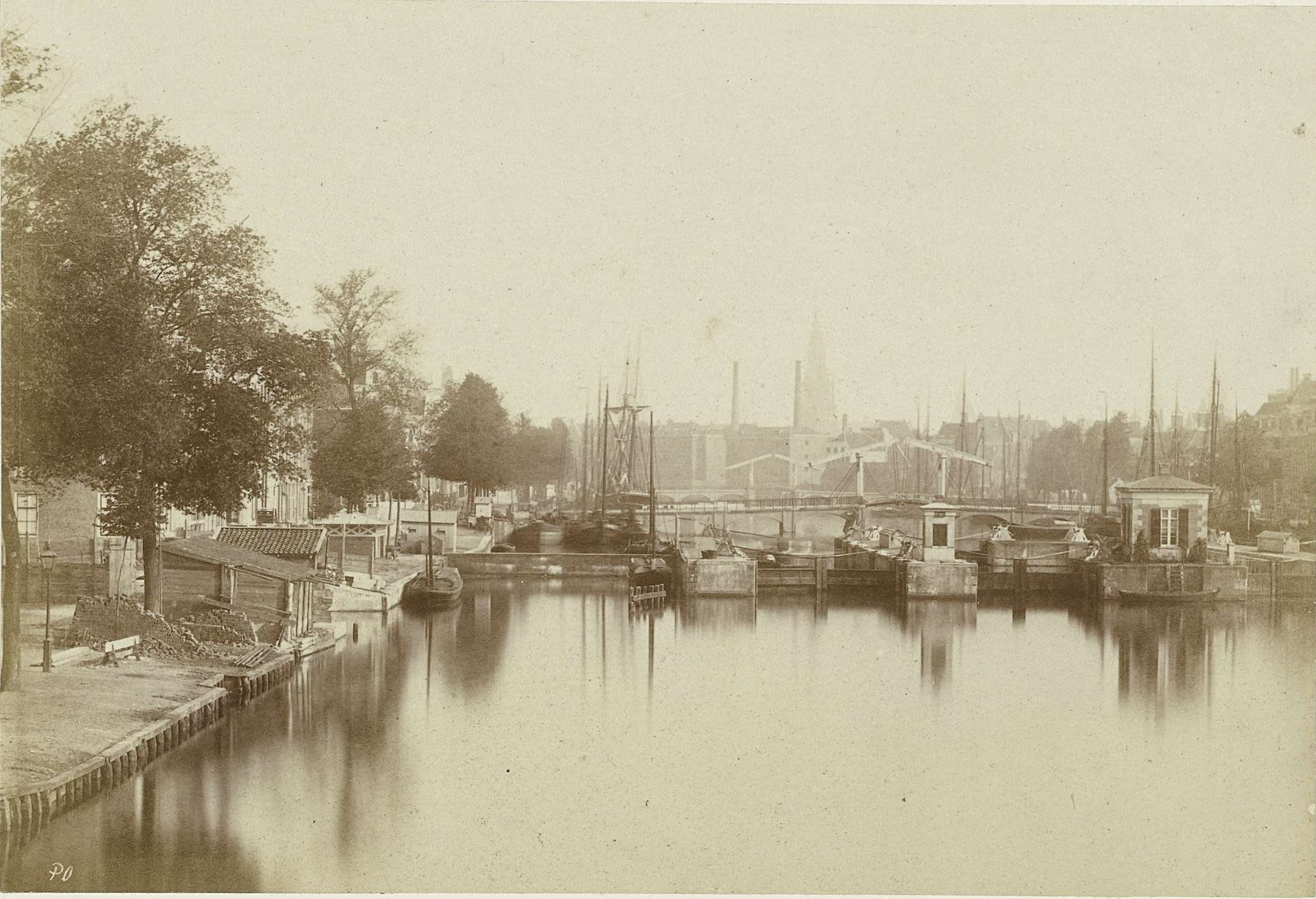
Sluis, Amstel, asi 1860
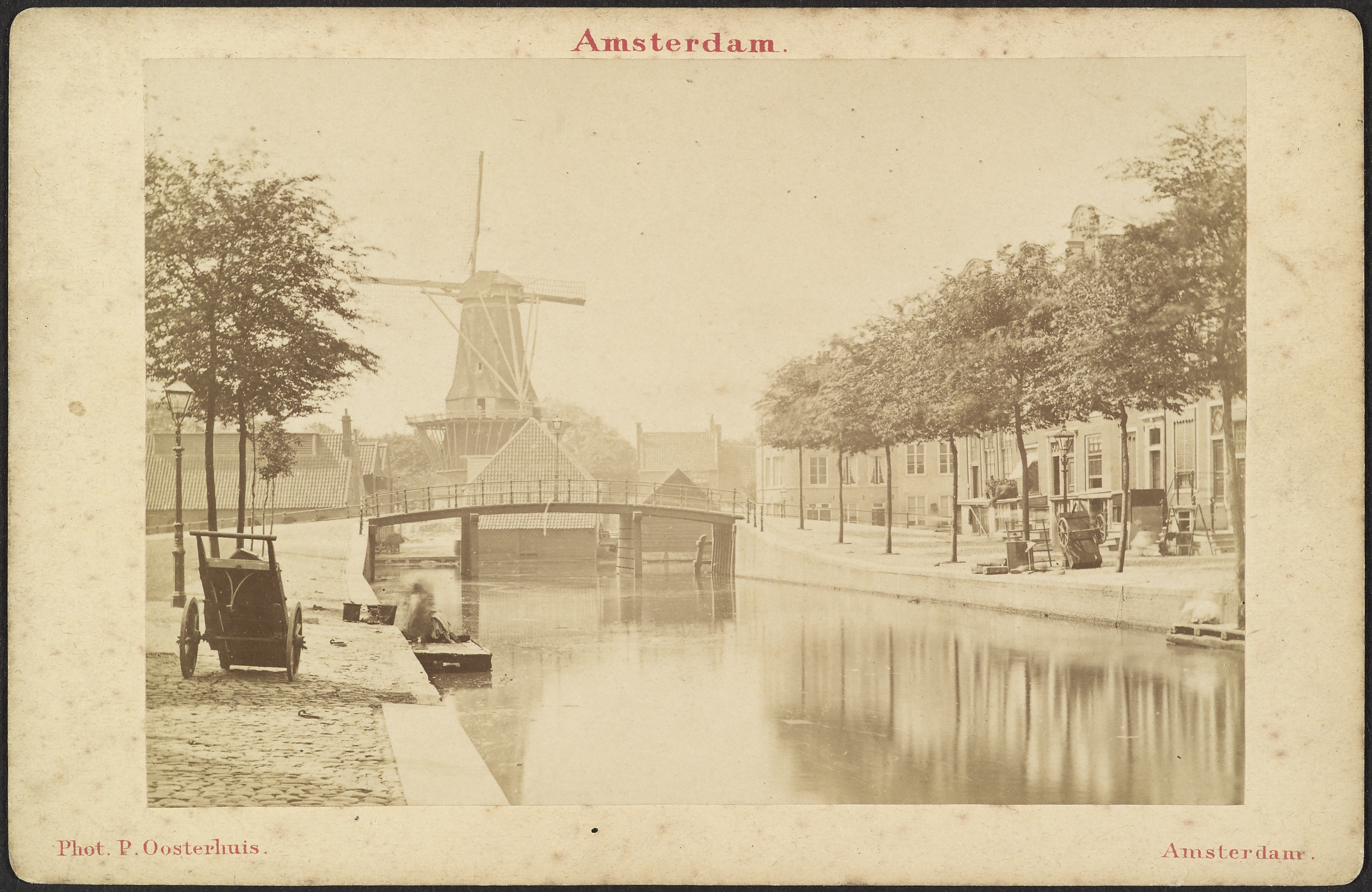
Mill De Spiering od Spiegelgrachtu, 1872
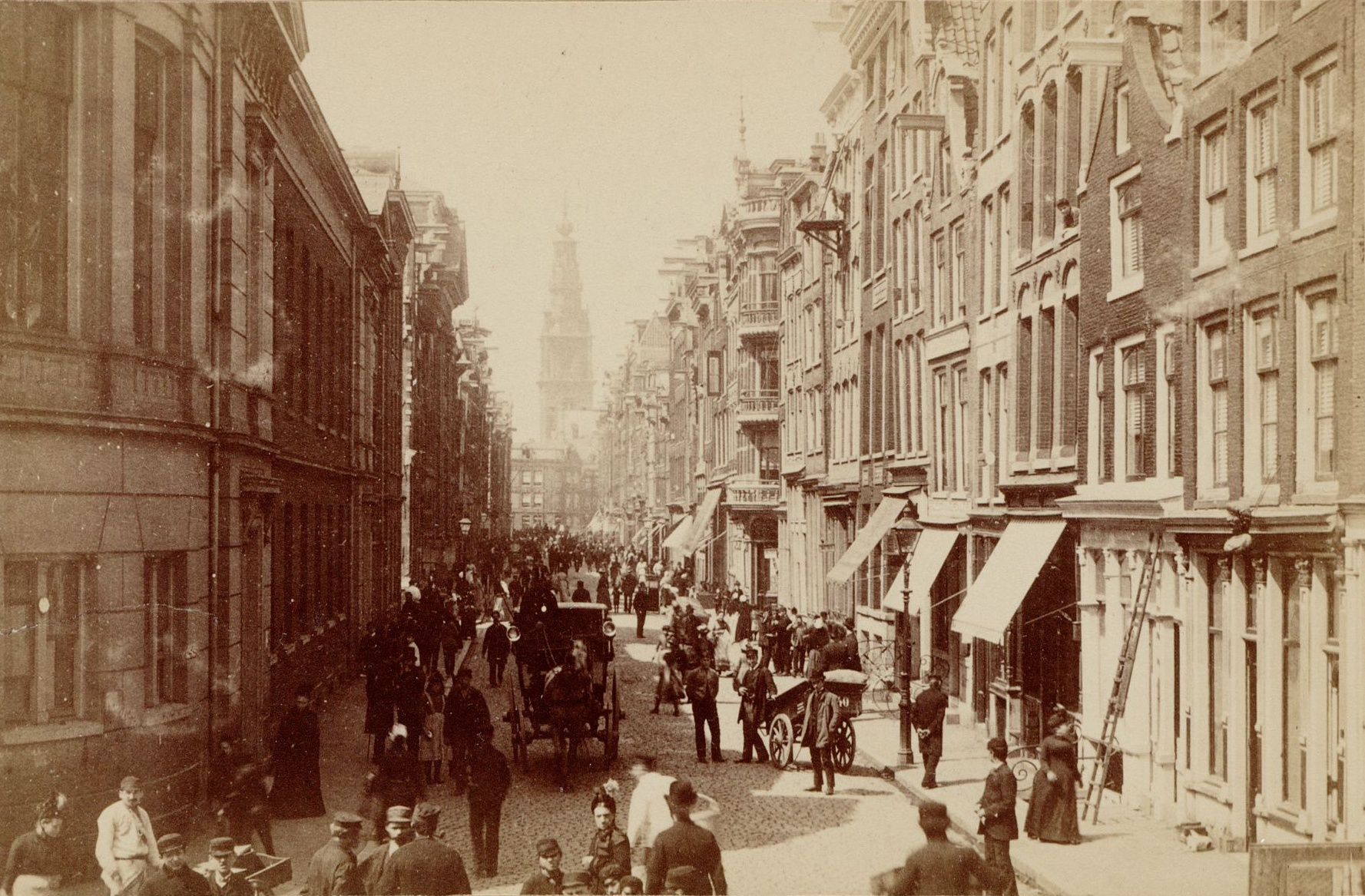
Jodenbreestraat, 1884
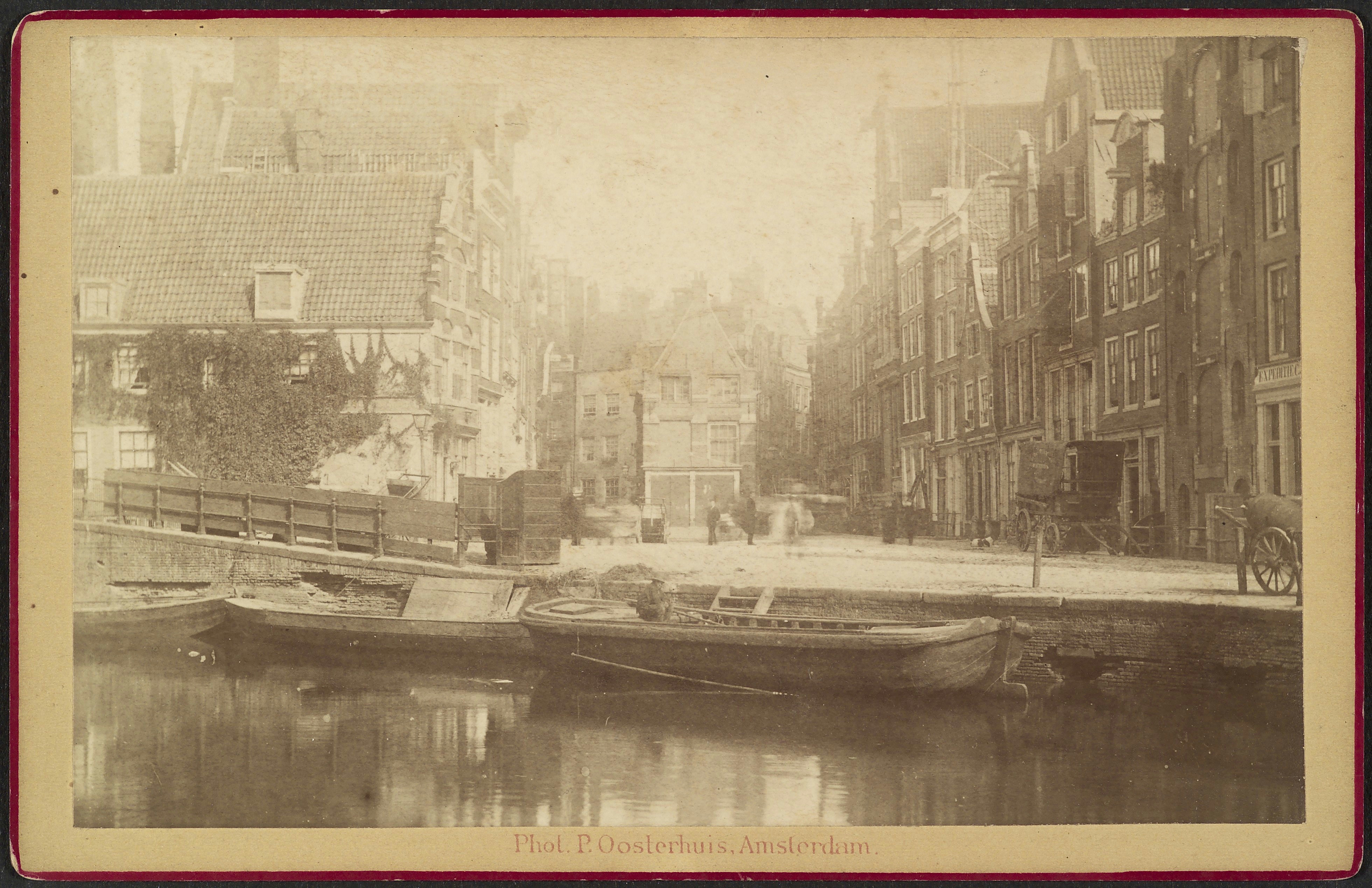
Nieuwezijds Kolk, Korenmetershuisje